# جان لوك ماسدوبوي
جان لوك ماسدوبوي (بالفرنسية: Jean-Luc Masdupuy)‏ ولد بتاريخ 14 أبريل 1969 في فرنسا، هو دراج فرنسي سابق.

## روابط خارجية
- جان لوك ماسدوبوي على موقع أرشيف الدراجات (الإنجليزية)
- جان لوك ماسدوبوي على موقع إحصائيات الدراجات الإحترافية (الإنجليزية)